# Jemma Redgrave
Jemma Rebecca Redgrave, född 14 januari 1965 i London, är en brittisk skådespelare. Redgrave är en fjärde generationens medlem i den engelska skådespelarfamiljen Redgrave.
Jemma Redgrave är dotter till skådespelaren Corin Redgrave och hans första hustru Deirdre Hamilton-Hill, som arbetat som modell. Föräldrarna skilde sig när Jemma var nio år. Hon har en bror Luke Redgrave, som är fotograf och två halvbröder, Arden och Harvey Redgrave. Hennes mor dog i bröstcancer 1997 och hennes far dog i cancer 2010. Hon är brorsdotter till skådespelarna Vanessa Redgrave och Lynn Redgrave och kusin till Carlo Nero, Joely och Natasha Richardson.

## Filmografi i urval
- 1992 – Howards End
- 1993 – Diana: Her True Story
- 1995–1998 – Doktor Bramwell (TV-serie)
- 2003 – I'll Be There
- 2004 – Kommissarie Lynley (TV-serie)
- 2004 – The Grid (TV-serie)
- 2005 – Lassie
- 2007 – Mansfield Park (TV-serie)
- 2007 – The Relief of Belsen
- 2008 – Agatha Christie's Marple (TV-serie)
- 2009 – Ont blod (TV-serie)
- 2012–2015, 2021–2023 – Doctor Who
- 2015 - Churchill: 100 Days That Saved Britain
- 2016 – Love & Friendship
- 2016-2017 - Holby City (TV-serie)